# Superviseur attentionnel
 (septembre 2007).
Si vous disposez d'ouvrages ou d'articles de référence ou si vous connaissez des sites web de qualité traitant du thème abordé ici, merci de compléter l'article en donnant les références utiles à sa vérifiabilité et en les liant à la section « Notes et références ».
La description d'un système superviseur attentionnel (décrit pour la première fois par Norman et Shallice dans leur modèle des fonctions exécutives) renvoie à l'hypothèse de ressources cognitives limitées,.
L'attention doit donc être partagée entre différentes tâches de traitement de l'information. Si certains processus automatisés permettent un tel traitement sans coûter pour autant de l'attention, ce n'est pas le cas de processus contrôlés. Il faut donc qu'un mécanisme de haut niveau affecte ces ressources attentionnelles à différentes information à traiter.

## Premier modèle: Posner et Rothbart
Dans ce modèle, Il importe de différencier :
- attention exogène, causée par un stimulus extérieur. Ce type d'attention renvoie à un réseau neuronal postérieur ;
- attention endogène, délibérée, donc causée par la seule intention du sujet : ce type d'attention renvoie à un réseau antérieur.

## Contrôle attentionnel: Browner et Zomeren
Le contrôle attentionnel peut être classée en deux sortes : intensité et sélectivité.
- L'intensité implique l'alerte, la vigilance, l'attention soutenue. Elle implique la formation réticulée, le gyrus cingulaire antérieur, le cortex préfrontal dorso-latéral et antéro-pariétal de l'hémisphère droit, ce qui recoupe le réseau antérieur du modèle de Posner.
- La sélectivité implique l'attention sélective et l'attention partagée et la flexibilité. Elle mobilise le cortex orbito-frontal de l'hémisphère gauche, des connexions fronto-thalamiques du noyau réticulaire du thalamus, le cortex postérieur pariétal, le colliculus supérieur et le pulvinar du thalamus, le cortex préfrontal de l'hémisphère droit. Ceci recoupe le réseau postérieur du modèle de Posner.